# كارلوس فلوريس (لاعب كرة قدم)
كارلوس فلوريس (بالإسبانية: Carlos Flores Murillo)‏ (4 أغسطس 1974 بكاياو في بيرو - 17 فبراير 2019) هو مدرب كرة قدم ولاعب كرة قدم بيروفي في مركز الوسط. شارك مع منتخب بيرو لكرة القدم. أما مع النوادي، فقد لعب مع أتلتيكو باراناينسي وأريس تسالونيكي والجامعي دي بيرو ونادي أتليتيكو بيلغرانو واتحاد هوارال وديبورتيفو بيريرا وديبورتيفو وانكا ونادي أياكوتشو وسبورت بويز وسبورت أنكاش.

## وصلات خارجية
- كارلوس فلوريس (لاعب كرة قدم) على موقع الاتحاد الدولي (مؤرشف)  (الإنجليزية)
- كارلوس فلوريس (لاعب كرة قدم) على موقع قاعدة بيانات كرة القدم.إي يو (الإنجليزية)
- كارلوس فلوريس (لاعب كرة قدم) على موقع ناشيونال فوتبول تيمز (الإنجليزية)